# Kloster La Piété-Dieu (Ramerupt)
Das Kloster La Piété-Dieu (Ramerupt) war von 1104 bis 1791 ein Kloster zuerst der Benediktiner, ab 1229 der Zisterzienserinnen und ab 1440 der Zisterzienser in Ramerupt, Département Aube, Bistum Troyes, in Frankreich.

## Geschichte
Das Benediktinerkloster Marmoutier gründete 1104 am Fluss Puits (Nebenfluss der Aube) zwischen Troyes und Vitry-le-François ein Tochterkloster, dem 1229 die von Philippe de Meeringes gestiftete Zisterzienserinnenabtei La Piété-Dieu („Gottesfrömmigkeit, Gottesliebe“) nachfolgte. Das Nonnenkloster bestand bis 1440. Dann wurde der Ort von Kloster Cîteaux neu besiedelt. Dieses Zisterzienserkloster kam 1791 durch die Französische Revolution zur Auflösung. Es sind keine Gebäudereste vorhanden. Eine Statue des Heiligen Bernard von Clairvaux befindet sich in der Ortskirche von Ramerupt.
Das Kloster ist nicht zu verwechseln mit Kloster L’Épau, das ebenfalls den Namen La Piété-Dieu trug und gelegentlich unter diesem Namen geführt wird.

### Handbuchliteratur
- Leopold Janauschek: Originum Cisterciensium Tomus I.  Wien 1877, Nr. 721, S. 276, S. 304, 305.
- Laurent Henri Cottineau: Répertoire topo-bibliographique des abbayes et prieurés. Bd. 2. Protat, Mâcon 1939–1970. Nachdruck: Brepols, Turnhout 1995. Spalte 2280.
- Bernard Peugniez: Le Guide Routier de l’Europe Cistercienne. Editions du Signe, Straßburg 2012, S. 127.
- Gereon Christoph Maria Becking: Zisterzienserklöster in Europa. Kartensammlung, Lukas Verlag Berlin 2000, ISBN 3-931836-44-4, Blatt 63 B.